# Сунь Вэйши

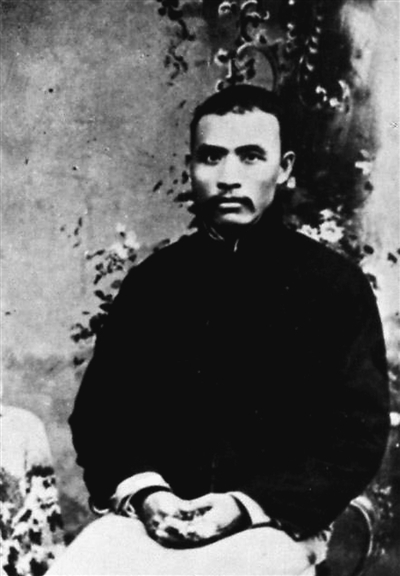
Сунь Бинвэнь.

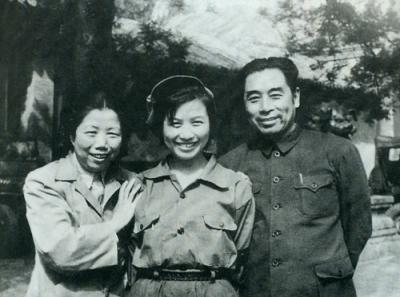
Дэн Инчао (супруга Чжоу Эньлая), Сунь Вэйши и Чжоу Эньлай, 1949 год

Сунь Вэйши (1921 — 4 октября 1968) — китайская актриса и режиссёр, дочь Сунь Бинвэня — соратника Чжу Дэ и Чжоу Эньлая, приёмная дочь Чжоу Эньлая. Сунь Бинвэнь был казнен гоминьдановцами в 1927 г. в Шанхае. После его гибели Сунь Вэйши вместе с матерью Жэнь Жуй, известной в кругах КПК как «товарищ мама», находилась в гоминьдановских районах. В 1937 года она обратилась в правительство 8-й армии в Ухане с просьбой переправить её в Яньань и вскоре при содействии Чжоу Эньлая смогла туда переехать. Чжоу Эньлай и его жена Дэн Инчао с согласия Жэнь Жуй удочерили Сунь Вэйши. В 1938 году она в возрасте 17 лет вступила в КПК. В Яньане Сунь Вэйши училась в антияпонской академии («Канда»), партийной школе и в институте марксизма-ленинизма.
В 1939 году Сунь Вэйши выехала на обучение в Москву. В СССР она успешно закончила Московский институт востоковедения, режиссёрский и исполнительский факультеты ГИТИСа. В 1946 году Сунь Вэйши вернулась в Китай. Она принимала участие в проведении аграрной реформы в освобожденных районах, занималась организацией работы в области культуры. В конце 1949 — начале 1950 г. Сунь Вэйши возглавляла группу переводчиков во время визита Мао Цзэдуна в СССР. Затем с 1950 г. по начало 60-х годов она активно работала в области китайского театра.
Плодотворная работа Сунь Вэйши прервалась в 1965 г.— она была отправлена на «перевоспитание» в район Дацина. В начальный период «культурной революции» к Сунь Вэйши, как сообщала «Жэньминь жибао», неоднократно подсылали различных людей, пытавшихся получить у неё материалы, порочащие Чжу Дэ, Чэнь И и Чжоу Эньлая. В декабре 1967 года по бездоказательному «шпионскому делу» был арестован её муж Цзинь Шань. В их доме был произведен тщательный обыск и изъяты письма и другие материалы, хранившиеся в семье. Сунь Вэйши не имела никаких сведений о судьбе Цзинь Шаня (впоследствии он был реабилитирован; умер в 1982 г.). 1 марта 1968 г. была арестована сама Сунь Вэйши, находившаяся в то время на «трудовых работах». На неё надели наручники и поместили в тюрьму как «спецагента» (шпиона). С того момента, как Сунь Вэйши попала в тюрьму, её рассматривали как «смертницу», неоднократно избивали. 14 октября она погибла в тюрьме. Тело её было обезображено побоями. Несмотря на требование Чжоу Эньлая расследовать обстоятельства смерти Сунь Вэйши, её труп был кремирован.